# Deutsche Arbeiter- und Angestellten-Partei
Die Deutsche Arbeiter- und Angestellten-Partei (DAAP, seit Mitte November 1918 mit dem Namenszusatz Großdeutsche Volkspartei) war eine von 1918 bis 1920 aktive rechtsradikale deutsche Partei. Sie war als solche kaum mehr als eine einflusslose „völkische Sekte“, zugleich aber auch der historisch erste Versuch der deutschen Rechten, eine nach außen hin selbständige „nationale Arbeiterpartei“ aufzubauen. Das Programm der DAAP setzte mit dem von den Gründern klar formulierten Ziel, außerhalb des Bürgertums Unterstützung für die Linie der von radikalisierten Konservativen und Alldeutschen gegründeten Deutschen Vaterlandspartei (DVLP) zu mobilisieren, in bewusst manipulativer Weise auf ein Aggregat „antikapitalistischer“, nationalistischer, rassistischer und antisemitischer Denkfiguren. Die Partei nahm in dieser Hinsicht konzeptionelle Grundlinien der NS-Ideologie vorweg. Aus dem der DAAP verbundenen, von Anton Drexler bzw. Münchener Alldeutschen und Vaterlandsparteilern geführten Freien Arbeiterausschuss für einen guten Frieden ging im Januar 1919 der NSDAP-Vorläufer DAP hervor. Finanziert und gesteuert wurde die DAAP von der Hauptgeschäftsstelle der DVLP, nach deren Auflösung vom Büro des Kapp-Vertrauten Georg Wilhelm Schiele.

## Entwicklung
Der DVLP war der angestrebte organisatorische Einbruch in die Arbeiterbewegung nicht gelungen. Ihr hatten sich zwar einige der bereits bestehenden, mitunter durchaus mitgliederstarken „gelben“ Arbeitervereine und -ausschüsse (vgl. Bund Deutscher Werkvereine, Kartellverband deutscher Werkvereine und Hauptausschuss nationaler Arbeiter- und Berufsverbände Deutschlands) angeschlossen, außerhalb dieses Milieus aber verpuffte die monoton nationalistische und „wirtschaftsfriedliche“ DVLP-Propaganda weitgehend. Außerdem galten viele vermeintlich „nationale“ Arbeiter, die in den Hochburgen der „gelben“ Arbeiterbewegung – etwa bei Siemens in Berlin oder der BASF in Ludwigshafen – oft nur gezwungenermaßen in diese Vereine eingetreten waren, als unzuverlässige „'Blutorangen' – außen gelb, innen rot“.
Am 8. November 1917 richtete Wilhelm Gellert, Angestellter des Kalisyndikats sowie DVLP- und NLP-Mitglied, ein Schreiben an Wolfgang Kapp, in dem er – ausgehend von der Annahme, dass etwas „Neues“ geschaffen werden müsse, um „die Arbeiterbewegung in eine bestimmte Richtung (…) zu lenken“ – vorschlug, eine Deutsche Arbeiterpartei zu gründen. Diese Organisation könne, so Gellert, durchaus die gleichen Ziele wie die Vaterlandspartei verfolgen. Er unterstrich aber, dass die Partei äußerlich „völlig selbständig“ und vor allem ohne sichtbare Verbindung zu bürgerlichen Organisationen agieren müsse, andernfalls laufe das Unternehmen von vornherein auf eine „Totgeburt“ hinaus. Gellert war davon überzeugt, dass die sozialistischen Parteien nur deshalb zu so großem Einfluss gekommen seien, weil allein sie sich das Interesse der Arbeiter an materieller Besserstellung zu eigen gemacht hätten. Folglich müsse es möglich sein, eine „nationale“ Arbeiterpartei aufzuziehen, die genau dies zumindest deklarativ tue, gleichzeitig aber völlig auf revolutionäre und internationalistische „Phrasen“ verzichte. In einem von Gellert entworfenen und dem Brief an Kapp beigelegten Gründungsaufruf für eine solche Partei wurde das Hauptgewicht auf den Nachweis gelegt, dass die „Verzichtspolitik“ der Reichstagsmehrheit (vgl. Interfraktioneller Ausschuss) zukünftig jede großzügige Sozialpolitik unmöglich mache, jeder Arbeiter aber genau deshalb ein Interesse an der Sicherstellung eines deutschen „Siegfriedens“ habe. Antisemitische Denkfiguren spielten in diesem Dokument bereits eine Rolle, standen aber nicht im Vordergrund.
Kapp beriet sich mit Schiele und Conrad von Wangenheim und lud Gellert für den 9. Dezember 1917 zu einer Unterredung in seine Berliner Wohnung ein. Von Schiele wurde Gellert danach mit Adress- und Kontaktdaten versorgt und insbesondere mit Wilhelm Wahl in Verbindung gebracht, einer prominenten Figur im Netzwerk der der DVLP angeschlossenen „gelben“ Arbeitervereine. In den folgenden Wochen überarbeitete Gellert gemeinsam mit Mitarbeitern der Hauptgeschäftsstelle der DVLP den Programmentwurf. Dabei wurden die „latent vorhandenen antikapitalistischen Parolen verstärkt und antisemitisch aufgeladen“. Die sukzessiv zunehmende Gewichtung des Antisemitismus in diesem Dokument steht ganz offenbar im Zusammenhang mit der seit dem Frühjahr 1918 in führenden konservativen und alldeutsch-völkischen Kreisen immer nachdrücklicher geführten Diskussion über das politische Potential der „Judenfrage“. So bezeichnete es etwa Heinrich Claß Mitte April 1918 im Geschäftsführenden Ausschuss des Alldeutschen Verbandes ausdrücklich als „unsere Aufgabe (…), diese Bewegung nationalpolitisch hochzuleiten“. Hervorzuheben ist in diesem Zusammenhang, dass die nationalistischen Arbeiterausschüsse – auch derjenige Drexlers in München – zunächst keinerlei antisemitische Agitation entfaltet hatten.
Anfang März 1918 wurde der Gründungsaufruf der DAAP veröffentlicht. Gellert wurde darin als Vorsitzender, Wilhelm Marohn, ein Werkzeugmacher aus Berlin-Prenzlauer Berg, als stellvertretender Vorsitzender genannt. Unter den insgesamt dreizehn Unterzeichnern waren sechs Angestellte, zwei „gelbe“ Funktionäre, zwei Selbständige, zwei Arbeiter und ein Militärinvalide. Der Gründungsaufruf der DAAP erschien in den meisten der Vaterlandspartei verbundenen Blättern und wurde auch von der Norddeutschen Allgemeinen Zeitung abgedruckt, dem halbamtlichen Sprachrohr der Reichsregierung. Der Arbeitgeber, das Organ des CDI, wies auf die Gründung der DAAP hin und lobte die „staatserhaltend[e] und unternehmerfreundlich[e]“ Organisation.
Dem Gründungsaufruf folgte ein siebzehn Punkte umfassendes Forderungsprogramm, das die DAAP als „Vorform einer faschistischen Partei“ ausweist und folgenden Wortlaut hatte:

„Für den deutschen Sieg! Für Entschädigungen, Siedlungsland und Sicherungen! Für ausreichende Abfindung der Kriegsbeschädigten und Kriegerwitwen und -waisen! Frei Luft, Licht und Raum für unser wachsendes Volk! Für den Anschluss der gesamten Deutschbalten im Osten und der niederdeutschen Flamen im Westen an das Deutsche Reich! Für den Zusammenschluss aller germanischen Völker! Gegen den brutalen englisch-amerikanischen Großkapitalismus! Gegen den Verelendungsfrieden! Weg mit diesem überalterten Reichstag! Für eine starke Monarchie und eine starke Rüstung! Gegen die demokratischen Kriegsverlängerer, die jeden Sonderfrieden zu hintertreiben suchen und auch im Innern den Krieg aller gegen alle erstreben! Für ein freiheitliches Wahlrecht nach dem Grundsatz: Freie Bahn den Tüchtigen und Fleißigen! Aber: Gegen die politische Vergewaltigung der nichtsozialistischen Arbeiter durch den Erzberger-Scheidemann-Dittmannschen Block! Gegen die Herrschaft des jüdisch-demokratischen Geldsacks! Für den Schutz der deutschen Arbeitskraft gegen den Lohndruck bedürfnisloser Ausländer! Gegen das sozialistische Ernährungssystem, das uns dem Verhungern nahegebracht, Wucher und Schleichhandel großgezogen hat! Für den freien Handel und Beseitigung der Kriegsgesellschaften!“

Kapp setzte sich nach der Parteigründung beim Kalisyndikat mit Erfolg für eine Beurlaubung Gellerts ein und konnte obendrein dessen Freistellung vom Militärdienst erwirken. Spätestens seit dem Sommer 1918 war Gellert Angestellter der Hauptgeschäftsstelle der DVLP. In diesen Monaten entfaltete die DAAP eine umfangreiche Agitation für einen deutschen „Siegfrieden“ und gegen den „verjudeten Reichstag“. Über den organisatorischen Umfang, die Arbeitsweise und die Mitgliederzahl der DAAP liegen bislang keine belastbaren Erkenntnisse vor. Offenbar nutzte sie die von ihr mit Propagandamitteln versorgten nationalistischen Arbeiterausschüsse – Wahls „Leitausschuss“ in Bremen oder Drexlers Gründung in München – als eine Art Unterbau. Eine völlige Verschmelzung scheiterte nicht zuletzt daran, dass mehreren einflussreichen „wirtschaftsfriedlichen“ Funktionären eine zwar „nationale“, aber dennoch ausdrücklich als solche deklarierte „Arbeiterpartei“ nicht geheuer war. Nachgewiesen ist, dass die DAAP versuchte, Individualmitglieder zu gewinnen. Die Partei hatte sogar die Möglichkeit, unter den Fronttruppen Werbematerialien in Umlauf zu bringen. Auf den Vordrucken der Beitrittserklärungen wurde vom Interessenten ausdrücklich Auskunft darüber gefordert, ob er „deutschen Stammes“ sei.
Anfang August 1918 forderte Schiele den Krupp-Direktor Alfred Hugenberg auf, die DAAP „im Geheimen“ finanziell zu unterstützen. Schiele verwies insbesondere auf Gellerts Absicht, im Oktober bei einer erforderlichen Ersatzwahl im Reichstagswahlkreis Berlin 1 zu kandidieren. Bei dieser Wahl erhielt Gellert – trotz offizieller Unterstützung durch die Deutschkonservative Partei – lediglich 180 Stimmen (3,8 %). Dirk Stegmann weist darauf hin, dass die DAAP ihre antiparlamentarische und antisemitische Agitation im Oktober 1918 – parallel zu den kurzzeitigen Bemühungen der DVLP-Führung, zusammen mit den Parteien der Reichstagsmehrheit die „nationale Verteidigung“ zu organisieren – vorübergehend einstellte.
Anders als ihre Mutterpartei wurde die DAAP nach der Novemberrevolution nicht aufgelöst, sondern „erwachte zu neuer Aktivität“. Im Februar 1919 verfügte sie über genügend Finanzmittel, um ein regelmäßig erscheinendes Mitteilungsblatt zu lancieren und eine kontinuierliche Flugblattpropaganda aufrechtzuerhalten. Dabei wurde die antisemitische Stoßrichtung erneut stark herausgestellt. Der Parteivorsitzende Gellert behielt zunächst seine Anstellung im Büro Schieles. Dort schied er – vermutlich im Zusammenhang mit der Forcierung der Staatsstreich-Vorbereitungen des Kapp-Kreises (vgl. Kapp-Putsch) – im Herbst 1919 aus und übernahm die Leitung des Fraktionsbüros der DNVP in der Nationalversammlung bzw. im Reichstag. In dieser Phase verloren die Förderer (und wohl auch Gellert selbst) das Interesse an der Partei. 1920 war die DAAP nur noch ein nicht mehr beachtetes, informelles Anhängsel der DNVP, die sich in den ersten Jahren ihrer Existenz mit einem gewissen Erfolg bemühte, nationalistische Arbeiter direkt an die Partei zu binden. Am 1. August 1920 ging die DAAP im Deutschen Ring auf, einem Zusammenschluss kleinerer nationalistischer und völkischer Organisationen.
Die DAAP geriet nach ihrer Auflösung in Vergessenheit, wurde auch historiographisch völlig ignoriert und erst 1971 bzw. 1972 in Aufsätzen von Werner Jochmann und Dirk Stegmann „wiederentdeckt“. Stegmann stellt in seiner Untersuchung die „Fernsteuerung durch konservative Machteliten“ besonders heraus und interpretiert die DAAP wesentlich als einen der ersten Versuche, „durch die manipulierte Steuerung von Gegenbewegungen (…) die alten Machtstrukturen zu bewahren und die politischen und sozialen Konflikte im Sinne der konservativen Kräfte zu lösen.“